# Salvo Pogliese
Salvo Pogliese (Salvatore Domenico dit Salvo), né le 3 mars 1972 à Catane, est un homme politique italien, député régional à l'Assemblée régionale de Sicile pendant les XIVe, XVe et XVIe législatures et député européen lors de la 8e législature pour Forza Italia.

## Biographie
Il a commencé son activité politique au sein du Fronte della Gioventù du Mouvement social italien dont il a été secrétaire provincial et dirigeant national. Sénateur académique et conseiller d'administration de l'université de Catane de 1993 à 1997, lors des élections locales du mois de novembre 1997, il a été le conseiller municipal le plus voté de Catane, avec plus de 1 500 voix. Il a fait partie de la direction nationale d'Alliance nationale avant d'adhérer à Forza Italia en 2013.
Élu député européen d'Italie de la 8e législature le 25 mai 2014, il démissionne de son mandat européen en juillet 2018 après avoir été élu maire de Catane.